# Irreligiosità negli Emirati Arabi Uniti
L'Irreligiosità negli Emirati Arabi Uniti è rara, essendo stimato solo fino al 4% l numero di persone segnalate con "credenze empie" secondo un sondaggio Gallup; è inoltre illegale nel paese, con gli apostati dall'Islam che rischiano forti sanzioni tra cui la condanna massima consiste nella pena di morte secondo la legge anti-blasfemia esistente.. In questa situazione, vi sono state forti domande e dubbi riguardanti la libertà di religione presente negli Emirati Arabi Uniti.
L'ateismo nella regione è principalmente presente tra gli stranieri espatriati e in un numero molto limitato di giovani del luogo. Secondo il sultano Sooud Al-Qassemi (commentatore di affari arabi), a causa del fatto che Islam sia nato nella penisola arabica più di 1400 anni fa, la regione del Golfo Persico gode di una lunga storia e tradizione islamica che è fortemente associata con l'identità nazionale. In tal modo, qualsiasi presa di distanza o di critica della religione "equivale a una presa di distanza dall'identità nazionale". Al-Qassemi osserva che l'uso dei social media via Internet rimane il più forte mezzo di espressione per gli atei del Golfo, fornendo al contempo l'anonimato; un pioniere tra i blogger dell'area è l'ateo cittadino degli Emirati Ahmed Ben Kerisha, che è conosciuto nella blogosfera araba per aver sostenuto punti di vista atei ed opinioni secolari.